# Qu'attendent les singes
Qu'attendent les singes est un roman noir écrit par Yasmina Khadra et publié en 2014.

## Structure et récit
En épigraphe du roman figure une citation de Frantz Fanon : « Chaque génération doit dans une relative opacité découvrir sa mission, la remplir ou la trahir ».
Après la découverte du cadavre d'une jeune fille, retrouvée nue et un sein à moitié arraché, la commissaire Nora enquête. Elle est assistée du lieutenant Guerd, qui accepte mal d'être sous l'autorité d'une femme, et de l'inspecteur Zine, devenu impuissant après le choc d'une opération terroriste dont il a été victime. Au centre de l'affaire se trouve le puissant « rboba » haj Saad Hamerlaine.
Si le roman est « une parabole de l'Algérie contemporaine selon Khadra : pouvoir corrompu, corrompant et cynique, veules supplétifs, peuple laminé et coupable de sa résignation, nation au bord du précipice », selon Jeune Afrique, l'univers noir et violent dépeint s'éclaire par une conclusion plus optimiste, où l'impuissance dans un pays sous contrôle peut être vaincue.